# Antonio Bido
« Bido » redirige ici. Pour l’article homophone, voir Bidault.
Antonio Bido est un réalisateur, metteur en scène, acteur et scénariste italien né le 8 janvier 1949 à Villa del Conte en Vénétie.

## Biographie
Antonio Bido est né à Villa del Conte le 8 janvier 1949. Après avoir réalisé des moyen-métrages expérimentaux comme Dimensioni (it) (1970) et Alieno da (it) (1971) et un moyen-métrage pour l'armée tourné pendant son service militaire (Ventiquattro mesi, 1973), il réalise les gialli Il gatto dagli occhi di giada (1977) et Terreur sur la lagune (Solamente nero, 1978),.
De 1972 à 1980, il travaille avec le réalisateur Giuseppe Ferrara.
Dans les années 1980, il s'est spécialisé dans la réalisation de films spectaculaires sur les forces armées, dirigeant et coordonnant des séquences avec des centaines d'hommes et de véhicules. Nombre de ces films ont remporté des prix internationaux. Battaglione San Marco a remporté le Grand Prix du Festival international du film de Lausanne en 1986.
Il revient au cinéma avec le film ironique Barcamenandoci (it) (1984). En 1986, il réalise Mak π 100 (it) avec Rosita Celentano, une aventure sentimentale qui se déroule à Livourne, entre les régates à voile et l'Académie navale.
Après avoir réalisé les séquences aériennes de la série télévisée Aquile (it) (1989), il scénarise et réalise en 1991 le film Blue Tornado (it) avec Dirk Benedict, Patsy Kensit et David Warner, produit par Giovanni Di Clemente.
Depuis la première moitié des années 90, il se consacre à la réalisation de publicités, de clips vidéo et de pièces de théâtre.
En 2019, il réalise son autobiographie, sous la forme d'un documentaire, intitulé I miei sogni in pellicola (it) (Mes rêves sur pellicule), qui est distribué directement en dvd. 

## Filmographie

### Réalisateur

#### Fictions
- 1970 : Dimensioni (it) (moyen-métrage de 59')
- 1971 : Alieno da (it) (moyen-métrage de 45')
- 1977 : Il gatto dagli occhi di giada
- 1978 : Terreur sur la lagune (Solamente nero)
- 1984 : Barcamenandoci (it)
- 1987 : Mak π 100 (it)
- 1991 : Blue Tornado (it)

#### Documentaires et films pour les forces armées
- Ventiquattro mesi (1973)
- Chivasso Aosta: 100 Km. Con le stellette (1975)
- Una marcia in più  (1975)
- Non tutti i pesci vengono a galla (1977)
- Da Galileo ai Satelliti (1980)
- Angelo Beolco detto il Ruzante (1980)
- Idrovia Padova - Venezia. Strada del duemila? (1980)
- Praglia: piccolo mondo moderno (1981)
- Genio (1982)
- Protagonisti del cielo (1983)
- Effetto Azzurro (1985)
- 50 nodi sul mare (1985)
- Battaglione San Marco (1985)
- Marinai del cielo (1986)
- Top Team (1986)

- Incursori  (1986)

- La fanteria (1986)

- Ali silenziose (1987)

- Roma di corsa (1987)

- Soldati d’acciaio ((1987)

- Il simulatore di guida per carri armati (1987)

- Una differenza tutta da vivere (1989)

- L’azione di comando del comandante di compagnia (1990)

- I lagunari (1991)

- Operazione Locusta (1991)

- Ali sul Mare (1992)

- L’Accademia dell’Esercito (scuola di comandanti) (1992)

- Una scelta motivata (1993)

- Vespri Siciliani (1993)

- L’Arma Dotta (1993)

- Il De La Penne (1994)

- Nave Vittorio Veneto (1994)

- Pattugliatori (1994)

- Vespri siciliani (1993)
- San Marco (2000)
- Una squadra che funziona (2001)
- Incursori (2001)
- Profondo blu (2009)
- Portaerei Cavour (2014)
- I miei sogni in pellicola (it) (2019)

#### Clips vidéos
- Moto perpetuo (1972)
- Capricci (1972)
- Visioni visive e visionarie (2014)
- Danza macabra (2015)
- Mendelssohn Im Jüdischen Museum Berlin (2016)
- Marcia Funebre per una marionetta (2018)
- Indagine su un cittadino al di sopra di ogni sospetto (2021)

### Acteur
- 1977 : Il gatto dagli occhi di giada de lui-même
- 1978 : Terreur sur la lagune (Solamente nero) de lui-même
- 2019 : I miei sogni in pellicola (it) de lui-même

### Assistant réalisateur
- 1973 : La città del malessere (it), documentaire de Giuseppe Ferrara
- 1975 : Face d'espion CIA (Faccia di spia) de Giuseppe Ferrara
- 1989 : Aquile (it) de Nini Salerno (it) (réalisation des séquences aériennes)

## Théâtre

### Mise en scène
- Poeta saltimbanco. S...concerto in due tempi (1980) avec Franco Califano
- Ping Pong (1981) avec Gianfranco Bullo